# 素堇兰属
素堇兰属（学名：Adamantinia）是兰科的一个单型属，由卡西奥·范登伯格和塞萨尔·纽伯特·贡萨尔维斯在2004年描述。属名来自巴西的迪亚曼蒂纳高地国家公园，即该物种的来源地。
该属的唯一物种素堇兰（Adamantinia miltonioides）原产于辛科拉山脉（巴伊亚）。它在阳光充足、海拔约900米的地方作为附生植物生长。植物带有或多或少簇生的单叶假鳞茎（很少有双叶）、革质的深橄榄色叶子，并具有连续开花的长花序。花朵艳丽、粉色，有相似的花瓣和萼片和艳丽的深粉红色唇瓣，有非常小的侧裂片。该植物的合蕊柱短，而柱头宽。来自trnL-F质体序列的DNA数据表明素堇兰属与筒叶兰属和玉贞兰属有着密切关系。